# 台産
臺 産（だい さん、生没年不詳）は、前趙の政治家である。字は国儁。上洛郡の出身。後漢の侍中の臺崇の末裔。

## 生涯
若い頃より京氏易伝を熟読した。図讖・秘緯から洛書・風角・星・卦気などに精通し、望気・占候・推歩の術を得意とした。上洛の南山に隠棲すると、経学を広く教えるようになり、俗世の人とは交わろうとしなかった。
後に前趙の劉曜に仕え、参軍に任じられた。
325年、前趙で災異が数多く起こると、原因を探るため、劉曜は公卿に命じ、博識で直言の士を一人ずつ推挙させた。これを受けて司空の劉均は、臺産を推挙した。劉曜が東堂で臺産と面会すると、中黄門に策問させた。臺産はこれに極言を以って答え、劉曜はその答えに大いに満足した。そして、東堂に引き入れると、更に政事について尋ねた。臺産は涙ながらに、災変の禍や政化の欠について詳しく申し述べた。その辞旨は理に適っており直接的であったため、劉曜は態度を改め、臺産に礼を示すと、その場で博士祭酒・諫議大夫に任じ、太史令を兼ねさせた。
翌年になっても、臺産が言う事は次々と当たったため、劉曜は更に臺産を重用するようになった。臺産は1年の内に3度昇進し、尚書・光禄大夫・太子少師を歴任し、位は特進まで進んだ。 また、金章紫綬を授けられ、関中侯の爵を賜った。